# Masashi Kishimoto
Masashi Kishimoto (岸本斉史 Kishimoto Masashi?) (Nagi, Okayama; 8 de noviembre de 1974) es un mangaka japonés, conocido por ser el autor de la serie Naruto, comenzada en 1999, dibujando únicamente el manga de esta serie. Es el hermano gemelo mayor de Seishi Kishimoto.

## Trayectoria

### Primeros años
Masashi Kishimoto nació en la prefectura de Okayama, Japón el 8 de noviembre de 1974, junto a su hermano gemelo menor, Seishi Kishimoto. Durante su infancia, Kishimoto mostró interés por los personajes de dibujo animado.
Fue en este momento de su vida en que Masashi Kishimoto comenzó a pensar que el manga era genial y deseaba convertirse en un famoso mangaka como Akira Toriyama creando su primer manga cerca de este momento y que llevaba por título "Hiatari-kun", una historia que giraba acerca de “un niño ninja de las sombras”.
En la escuela intermedia, Kishimoto comenzó a enfocarse en otras cosas diferentes al dibujo. El béisbol se convirtió en gran parte de su vida, y naturalmente tenía que dedicar más tiempo al estudio, lo que significó poco o ningún tiempo para dibujar. Se comenzó a preocupar de si estaba “muy viejo para dibujar”, y en este punto un evento increíble ocurrió en su vida. 
Mientras caminaba de la escuela a casa, observó una pancarta de una película, uno de los mejores dibujos que había visto en su vida. El dibujo era de la película de Katsuhiro Otomo, Akira. Este dibujo reanimó su pasión por el dibujo, y al día de hoy continúa dibujando constantemente esperanzado en que algún día llegará a hacer algo que se acerque a esa imagen. Luego de conocer a “Akira”, los dibujos de Masashi Kishimoto cambiarían en gran medida. Pasó horas estudiando y tratando de entender el estilo de Otomo, pero no podía. Entonces tuvo la revelación de que eso era algo totalmente original, y que nada era como eso. Era algo imposible de copiar, parecido al ADN de una persona. Tampoco entendía exactamente qué era lo grandioso acerca de los dibujos de Toriyama, pero sí entendió algunas cosas. Los efectos, el diseño, cada pequeño detalle era perfecto y diferente del de otros artistas. Kishimoto entonces comenzó a pensar para sí que una imagen atractiva es una imagen original, y aprender a copiar otros artistas era algo insustancial.
Kishimoto comenzó a intentar crear su propio estilo, pero siempre se encontró copiando el estilo de alguien más en cierto grado, encontrar o crear un estilo original sería algo muy raro y casi imposible. Con este nuevo pensamiento, y la creencia de que el estilo de Otomo era invencible, Kishimoto comenzó a hacer que sus dibujos se vieran exactamente como los de él. Cuando entró en su año final de escuela intermedia, pudo comprar todo el material de “Akira” y pudo encontrar y pasar el tiempo tratando de dibujar imágenes idénticas a las de Otomo.
Cuando se graduó de secundaria, Kishimoto se dedicó a estudiar en una escuela de artes para mejorar su técnica. Finalmente la abandonó para dedicarse completamente al manga. Durante un tiempo Kishimoto estuvo preparando su nuevo manga Naruto para la shonen jump. Varios rumores aseguraban que kishimoto había sido asistente de Eiichiro Oda (creador de One Piece) a lo que él negó completamente diciendo: «Conocí a Oda en una fiesta de Navidad, juramos que seriamos rivales eternos aquella vez, pero nunca llegue a ser su asistente debido al poco tiempo que tenía en aquellos años, la jump quería que me enfocara únicamente en Naruto y así lo he hecho ¿Quién fue el insensato que dijo que fui asistente de Oda? Además él y yo tenemos la misma edad» (entrevista realizada en 2010)

### Primeros trabajos
El primer manga que envió al semanario Shūkan Shōnen Jump, se titulaba Karakuri (Mecánico) que fue presentado en 1995. Esto le valió una mención honorífica en Shueisha del mensual "Hop Step Award" en 1996, otorgado a prometedores artistas de manga novato. Tras esto, se le asignó un editor, Kosuke Yahagi, y trabajó en una serie de proyectos rechazados. Este también fue el primer cómic publicado en Shonen Jump, aunque fue el peor en las votaciones de popularidad.
Él mismo reconoció que no se le da bien hacer los personajes femeninos. Él se siente más cómodo con personajes masculinos jóvenes, de preferencia pandilleros, o con personas de la tercera edad.
Una de las historias que dibujó después de recibir el Hop Step fue la de Michikusa (Hierba del camino): un estudiante de primaria y sus amigos encuentran una cartera llena de dinero, entonces se lo reparten y a partir de ahí empiezan a meterse en líos. Esta fue la primera historia que le rechazaron.

### Narutoy continuaciones
Tiempo después publicó el episodio piloto de lo que sería su mayor éxito: Naruto, donde narraba la historia de Naruto Uzumaki, un joven que tenía encerrado en su interior al demonio de las nueve colas que fue encerrado por el Cuarto Hokage, ubicada en la zona montañosa (Monte Oinari) en una ciudad moderna con la misión de encontrar a "un amigo de verdad" en el que pueda depositar su confianza; para demostrarle a Naruto que las personas y la amistad no son tan malas como él piensa. Siendo publicado en 1997 en Akamaru Jump Summer fue bien recibido, pero resultó difícil volver a trabajar en una serie continua. Después, esto dio luz el 21 de septiembre de 1999 como manga semanal a través de la Weekly Shonen Jump.
Con esto recibió buenas críticas; y así comenzó a dedicarse a Naruto, aunque cambió gran parte de la trama de la serie, donde narra las aventuras de Naruto Uzumaki y sus compañeros de grupo Sasuke Uchiha y Sakura Haruno.
Durante la publicación de la serie, Kishimoto se casó y tuvo un hijo. Los cambios en su vida personal afectaron a la historia como hizo el protagonista Naruto Uzumaki, algo que el autor quería que el personaje se sienta sobre la base de su propia experiencia como padre.
Cuando dibujo los personajes, Kishimoto sigue siempre un proceso de cinco pasos: concepto y bosquejo áspero, redacción, entintado, sombreado y colorear. Se siguen estos pasos cuando él está dibujando el manga y hacer las ilustraciones a color comúnmente adorna la portada del tankōbon, la tapa del semanal Shōnen Jump u otros medios.
El éxito de su trabajo en manga hizo que su trama fuera adaptada en un anime de Naruto producido por Pierrot Studios, y el cual fue transmitido por la cadena televisiva TV Tokyo, el 3 de octubre de 2002. La primera temporada duró 220 episodios, y poco después se creó una secuela, Naruto: Shippūden, cuya emisión empezó el 15 de febrero de 2007 hasta 2017. Con ello, también se han logrado realizar 8 películas de este manga y videojuegos, que duró 500 episodios.
El manga estuvo circulando por 15 años, hasta el 10 de noviembre de 2014, dando un total de 72 volúmenes, 720 capítulos en total, generando más de 200 millones de copias desde su salida.
Masashi Kishimoto ha creado una corriente moderna en la antigua concepción del ninja japonés para convertir la historia en una trama de éxito mundial. Hasta ahora ha vendido más de 200 millones de copias en Japón, y debido a esta base de popularidad, más adelante TV Tokyo empezó a emitir la serie y la revista Shūkan Shōnen Jump comenzó a tener más aceptación. Por todos estos méritos Masashi Kishimoto además de haber recibido el Hop Step Award, también fue el ganador de "Novato del año" por la Agencia para asuntos culturales de Japón.
En agosto de 2015, Kishimoto anunció que ya tiene pensado lo que quiere hacer de su próximo manga. Su tema sería ciencia ficción, la serie contaría con un protagonista único, también tiene previsto para superar a Naruto en calidad, y planea lanzar la serie mensual a través de la revista digital Shōnen Jump+ debido al esfuerzo físico requerido para una serie semanal. Kishimoto aún no ha finalizado cuando planea anunciar oficialmente la serie, ya que quiere pasar tiempo con su familia.
En diciembre de 2017, durante la Jump Festa de Tokio se confirmó que en 2018 Kishimoto estrenaría una nueva serie de manga, aunque no se conocieron más detalles al respecto.

## Trabajos

### Manga
- Karakuri One-Shot (1997-1998) (Publicado en Akamaru Jump)
- Naruto (1999-2014) (Publicado en Shūkan Shōnen Jump)
- Bench One-Shot (2010) (Publicado en Weekly Shōnen Jump)
- Mario One-Shot (2013) (Publicado en Jump Square)[14]
- Naruto: El séptimo Hokage y el mes de la primavera escarlata (Spin-off de Naruto) (2015)
- Samurai 8: La historia de Hachimaru, en conjunto con Akira Okubo (2019 - 2020) (Publicado en Weekly Shōnen Jump)
- Boruto: Naruto Next Generations, en conjunto con Mikio Ikemoto (A partir de noviembre de 2020, cuando el manga obtiene un cambio de guionista). Publicado en la revista V Jump
- Boruto: two blue vortex

### Películas
| Año  | Película                                                                       |
| ---- | ------------------------------------------------------------------------------ |
| 2004 | Naruto la película: ¡El rescate de la princesa de la nieve!                    |
| 2005 | Naruto la película 2: Las ruinas ilusorias en lo profundo de la tierra         |
| 2006 | Naruto la película 3: ¡La gran excitación! Pánico animal en la isla de la Luna |
| 2007 | Naruto Shippūden: La película                                                  |
| 2008 | Naruto Shippūden 2: Vínculos                                                   |
| 2009 | Naruto Shippūden 3: Los Herederos de la Voluntad de Fuego                      |
| 2010 | Naruto Shippūden 4: La Torre Perdida                                           |
| 2011 | Naruto Shippuden 5: La prisión de sangre                                       |
| 2012 | Naruto Shippūden 6: El camino ninja                                            |
| 2014 | The Last: Naruto The Movie                                                     |
| 2015 | Boruto: Naruto The Movie                                                       |

### Novelas
- Naruto: Tales of a Gutsy Ninja (NARUTO―ナルト―　ド根性忍伝 Naruto: Dokonjō Ninden) — 2010, Ilustrador
- Naruto: Blood Prison (NARUTO―ナルト―　鬼燈の城（ブラッド・プリズン） Naruto: Buraddo Purizun) — 2011, Ilustrador
- Naruto Jinraiden: The Day the Wolf Howled (NARUTO－ナルト－　迅雷伝　狼の哭く日 Naruto Jinraiden: Ōkami no Naku Hi) — 2012, Ilustrador
- Naruto: Kakashi's Story (NARUTO－ナルト－　カカシ秘伝 氷天の雷 Naruto: Kakashi Hiden — Hyōten no Ikazuchi?) — 2015, illustrator
- Naruto: Shikamaru's Story (NARUTO－ナルト－　シカマル秘伝 闇の黙に浮ぶ雲 Naruto: Shikamaru Hiden — Yami no Shijima ni Ukabu Kumo) — 2015, Ilustrador
- Naruto: Sakura's Story (NARUTO－ナルト－　サクラ秘伝 思恋、春風にのせて Naruto: Sakura Hiden — Shiren, Harukaze ni Nosete?) — 2015, Ilustrador
- Naruto: Konoha's Story (NARUTO－ナルト－　木ノ葉秘伝 祝言日和 Naruto: Konoha Hiden — Shūgenbiyori) — 2015, Ilustrador

### Otros
- Tekken 6 (2009), Diseñador de personajes
- Motion Comic: Naruto (2012), Diseño
- Naruto Shippuden: Ultimate Ninja Storm Revolution (2014), Editorial supervisor y diseñador de personajes.[16]

## Vida personal
Kishimoto es hermano gemelo de Seishi Kishimoto, autor de 666 Satan y Blazer Drive. 
Contrajo matrimonio en 2003, a sus 29 años, con una mujer cuyo nombre se desconoce. Por motivos de agenda laboral, no celebraron la luna de miel sino hasta en 2015, cuando finalizó Naruto . Más tarde, su esposa dio a luz a un varón, el primer hijo de la pareja. 
A principios de 2014 falleció su padre; el capítulo 668 de Naruto Shippuden está dedicado en su memoria. Es amigo del creador de One Piece, Eiichirō Oda.

### Influencias
Al autor le apasionaba el manga y el anime. Dibuja manga desde que iba al instituto. Como preescolar, se enamoró de la serie de TV Doraemon; todos sus amigos de entonces también estaban atentos a la serie, y hacían dibujos de los personajes. Kishimoto fue siempre el perfeccionista, notando los errores obvios en los dibujos de otras personas y mostrándoles la manera correcta de dibujarlos.
Se inspiró para escribir un manga después de ver una imagen promocional para la película Akira. Esto le hizo analizar toda la obra de Katsuhiro Otomo, así como de Akira Toriyama y de Hiroaki Samura, otro artista que admiraba. Al darse cuenta de que ambos tenían un estilo propio con respecto a los diseños, Kishimoto decidió dibujar manga y crear sus propias imágenes.
Entrado en sus años de escuela primaria, la creación más famosa de Akira Toriyama, Dragon Ball, se había convertido en anime, y para Kishimoto esto significó todo un nuevo interés en el manga y en la Shonen Jump. Más tarde envió un par de mangas a esa revista, pero se los rechazaron. Aun así siguió con su sueño sin perder la ilusión y se le ocurrió una idea, de aprendiz de manga a aprendiz de ninja y así es como su sueño se hizo realidad y como nació Naruto.
Kishimoto y su hermano a menudo jugaban tratando de pensar en nombres para sus propios personajes. En ese momento lo más que les venía a la mente eran condimentos que podían encontrar en el refrigerador, como “Hombre mostaza”.
Para el final de sus estudios primarios, Masashi Kishimoto era estrictamente un fanático de Dragon Ball. Kishimoto ha declarado ser el fan número uno de Dragon Ball. En esta etapa de su vida, a Kishimoto no le permitieron gastar 190 Yen en revistas Shonen Jump, y tenía que depender de un amigo para que le mostrase los capítulos de Dragon Ball.
Masashi y su hermano gemelo Seishi han estado dibujando manga juntos desde la primera infancia, así sus estilos son similares. como resultado, cada uno con frecuencia ha sido acusado de copiar el otro, no solo arte, sino elementos de la historia. Seishi señala que las similitudes no son intencionales pero están probable que porque fueron influenciados por muchas de las mismas cosas. Debido a las acusaciones, el más famoso Masashi incluso le pidió a los aficionados a dejar de llamar a Seishi "copycat".